# Królewskie Czeskie Towarzystwo Naukowe

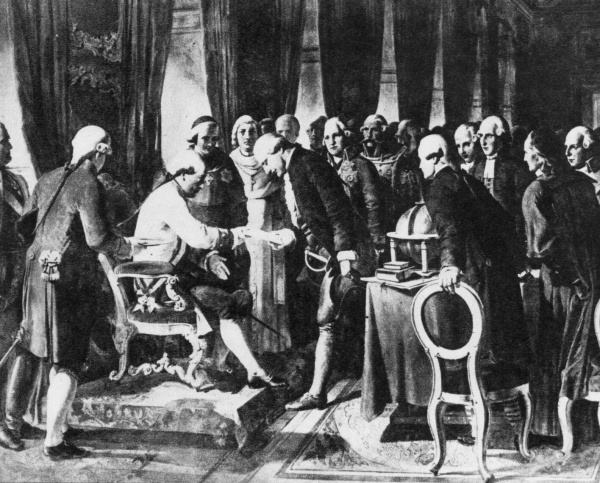

Królewskie Czeskie Towarzystwo Naukowe – czeskie towarzystwo naukowe.

## Historia
Na początku lat 70. XVIII wieku zawiązała się w Pradzie, wokół Ignacego von Borna, nieformalna grupa naukowców Gelehrte Gesellschaft (Towarzystwo Uczonych). Grupa wydawała tygodnik Gelehrte Nachrichten (Wieści naukowe) (1771–1772). Po wydaniu w 1775 roku dokumentu: Abhandlungen einer Privatgesellschaft in Böhmen zur Aufnahme der Mathematik, der vaterländischen Geschichte und der Naturgeschichte grupa przekształciła się w Czeskie Prywatne Towarzystwo Uczonych (1775–1784).
W 1784 roku, w miejsce poprzednich luźnych organizacji, powołano Czeskie Towarzystwo Naukowe. Struktura organizacyjna towarzystwa została zatwierdzona przez cesarza Józefa II Habsburga. Współtwórcą towarzystwa został czeski slawista Josef Dobrovský. W 1790 roku cesarz Leopold II Habsburg wyraził zgodę na dodanie do nazwy członu Królewskie. 
Wśród znanych działaczy i założycieli byli: Josef Sonnenfels, Gelasius Dobner, Karel Rafael Ungar, Mikuláš Adaukt Voigt, Karel Jindřich Šteib, hrabia František Josef Kinský oraz Ignác Cornova.

## Działalność
Towarzystwo skupiało przedstawicieli nauki okresu czeskiego odrodzenia narodowego. Prace członków towarzystwa były regularnie publikowane w tygodniku Wieści naukowe (Gelehrte Nachrichten), który ukazywał się w latach 1771–1772. Autorzy publikowali w nim głównie po niemiecku. Towarzystwo nieprzerwanie kontynuowało swoją działalność w XIX i pierwszej połowie XX wieku. 
W okresie okupacji niemieckiej organizowało konspiracyjne kursy i komplety w zastępstwie zamkniętych szkół wyższych. Współcześnie spełnia rolę, do której zostało powołane, skupia naukowców i wspiera badania z różnych dziedzin nauki.

## Przemiany po II wojnie światowej
Nazwa Królewskie Czeskie Towarzystwo Naukowe funkcjonowała do 1952 roku. Wówczas towarzystwo zostało przekształcone w Czechosłowacką Akademię Nauk. Po rozpadzie Czechosłowacji w 1992 roku zostało zreorganizowane w Akademię Nauk Republiki Czeskiej.